# Ita (navio)

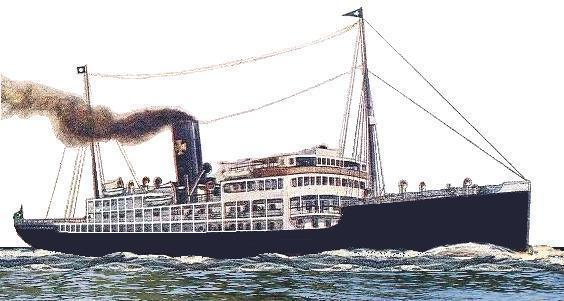
Concepção artística do navio a vapor Itapagé, torpedeado pelo submarino alemão U-161, em 1943

Ita era o nome que designava a classe de navios, ou qualquer um dos navios a vapor brasileiros, pertencentes à Companhia Nacional de Navegação Costeira, que faziam a cabotagem, transportando cargas e passageiros de norte a sul do Brasil, na primeira metade do século 20, e que tinham nomes em tupi-guarani iniciados pelas sílabas ita: Itaberá, Itagiba, Itaguassu, Itahité, Itaimbé, Itaipu, Itajubá, Itanagé, Itapagé, Itapé, Itapema, Itapuca, Itapuhy, Itapura, Itaquara, Itaquatiá, Itaquera, Itaquicé, Itassucê, Itatinga, Itaúba.

## Os paquetes
Havia três tipos básicos de Itas: os pequenos, com cerca de 60 metros de comprimento; os médios, com 80 a 90 metros, para cerca de 140 passageiros; os grandes, com 110 a 120 metros de comprimento, para até 280 passageiros distribuídos em três classes: 1ª, 2ª e 3ª.

## Portos servidos
Os portos servidos pelos paquetes da Costeira eram, entre outros, os de Manaus, Belém, São Luís, Fortaleza, Natal, Cabedelo, Recife, Maceió, Penedo, Aracaju, Salvador, Ilhéus, Vitória, Rio de janeiro, São Sebastião, Florianópolis, Rio Grande e Porto Alegre.
Na década de 1970, a maior parte dos paquetes da Costeira restava abandonada em um cemitério de navios, na Baía de Guanabara, aguardando, como sucata enferrujada, o desmonte com serra e maçaricos para o destino final na reciclagem de ferro-velho.

## Itas torpedeados na 2ª Guerra Mundial

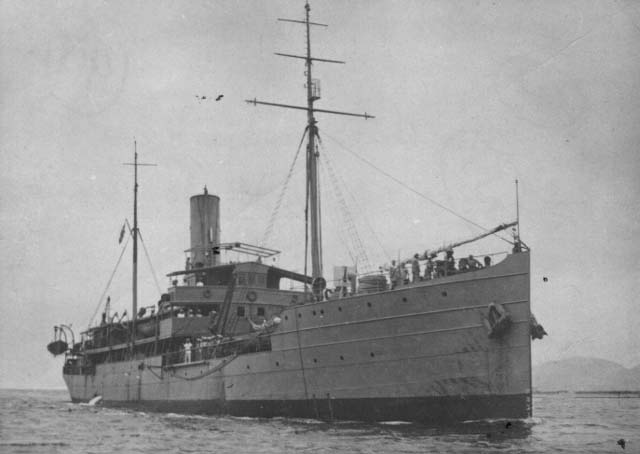
Vital de Oliveira‎.

Os mais notáveis navios da classe Ita foram o Itapagé e o Itagiba, afundados durante a 2ª Guerra Mundial. O Itapagé foi torpedeado em 26 de setembro de 1943, pelo submarino alemão U-161, próximo à costa de Alagoas (11º29’S, 35º45’W), ocasião em que morreram 22 de seus 106 ocupantes. O Itagiba soçobrou em 17 de agosto de 1942, depois de ser torpedeado pelo submarino alemão U-507, ao sul de Salvador, na costa baiana. Pereceram 26 passageiros e 10 tripulantes das 119 pessoas no navio. O paquete Itaúba também foi posto a pique por torpedos do U-861 alemão, a 25 milhas ao sul do Farol de São Tomé, em 19 de julho de 1944. Ele fora incorporado à esquadra da Marinha de Guerra brasileira, em 29 de outubro de 1931, sendo classificado e rebatizado como Navio Auxiliar de 2ª classe, com o nome Vital de Oliveira. Faleceram 99 pessoas entre os 270 oficiais, tripulantes e passageiros do navio.

## Série Ita-liners
Entre 1970 e 1972, foram construídos 14 navios cargueiros da série Ita-liners (navios de linha regular), para o Lloyd Brasileiro. Eles foram batizados em homenagem aos antigos navios da Costeira: Itaberá, Itagiba, Itaimbé, Itaité, Itanagé, Itapagé, Itapé, Itapuca, Itapuí, Itapurá, Itaquatiá, Itaquicé, Itassucê, Itatinga.

## O Ita na cultura popular
Apesar de não existirem mais os itas, o termo perpetuou-se na canção Peguei um Ita no Norte, de Dorival Caymmi, iniciada pelos versos "Peguei um Ita no norte / e vim pro Rio morar / Adeus meu pai, minha mãe / Adeus Belém do Pará". A canção, composta nos anos 1940, é considera um dos maiores sucessos do compositor baiano
Anos mais tarde, em 1993, o Acadêmicos do Salgueiro apresentou como tema para o seu carnaval a canção homônima, num enredo desenvolvido pelo carnavalesco Mário Borrielo. que retratava a viagem de um migrante nortista até o Rio de Janeiro. A escola fez uma apresentação memorável, considerada uma das melhores da história do concurso, conquistando seu oitavo título no carnaval carioca, encerrando um jejum de 18 anos. O refrão ficou famoso no país inteiro, sendo até hoje cantado nos estádios de futebol:" Explode coração/ Na maior felicidade/ É lindo o meu Salgueiro/ Contagiando e sacudindo esta cidade."